# 우신행
우신행(于愼行, 1545.11.3-1608.1.9)은 자(字)는 무가(無可), 무구(無垢), 가원(可遠)이고, 호(號)는 곡산(穀山)이다. 산동(山東) 평음현(平陰縣) 동아진(東阿鎭) 홍범촌(洪範村) 출신이다. 명(明)의 정치인물로 진사(進士) 출신이다.

## 생애
본적은 현재 산동 동아현(東阿縣) 양류향(楊柳鄕) 전둔촌(前屯村)이다. 가정(嘉靖) 24년(1545) 9월 29일 출생이다. 성실하고 성숙하며 어려서 뛰어나 '동자 때엔 홀로 유독 성인의 마음을 가지며(爲童子時屹然有成人之志) '배움에 동기가 뚜렷하고 백가의 학술을 꿰뚫으며 널리 배우면서고 깊이 핵심을 볼 줄 알고 그러면서도 정묘하다(學有原委, 淹貫百家, 博而核, 核而精)'고 했다. 가정40년(1561) 신유과(辛酉科) 산동향시(山東鄕試) 6등 거인(舉人)이 되었다. 융경(隆慶) 2년(1568) 무진과(戊辰科) 회시(會試) 287등, 정시(廷試) 2갑(二甲) 61등 진사(進士)이며, 서길사(庶吉士)로 고쳐진 이후, 융경4년(1570) 한림원편수(翰林院編修)가 되어 『숙황제실록(肅皇帝實錄)』, 『목황제실록(穆皇帝實錄)』, 『목사(穆史)』를 찬수했다. 만력(萬曆) 원년(1573) 6월 편수(編修)로 복직, 만력3년(1575) 수찬(修撰)으로 승진했으며, 만력4년(1576) 6월 경연(經筵) 일강관(日講官)에 충당되었으며, '당사(唐史) 강연을 주도하면서 매번 성패득실의 부분에 이르면 반복하여 논하였고 황상은 그때마다 송연히 들었다(主講唐史, 每至成敗得失之際, 未嘗不反覆論說, 上輒爲竦聽).' 우신행은 만력제(萬曆帝)의 신임을 얻었고 만력제는 '책난진선(責難陳善)' 네 글자를 써서 내렸으며, 일시에 사림들 사이에 성사가 되었다. 만력4년 12월 시강(侍讲)으로 승진했으며, 만력7년(1579) 3월 병으로 귀향하여 요양했다.

### 행적
만력7년(1579) 장거정(張居正)의 '탈정(奪情)'으로 동료와 협동하여 장부(張府)에 가서 소간(疏諫)하였고 장거정은 우신행을 질책하며 '그대는 내가 후하게 대하였건만 공 역시 사람을 따라 이렇게 하는가?(子, 吾所厚, 而公亦從人爲此耶?)'라고 하였다. 우신행은 조용히 '바로 공이 후하게 대하였기 때문입니다(正以公見厚故耳)'라고 답하였다. 장거정이 다 듣고 분해하자 우신행은 질병으로 귀향을 청했다. 우신행은 장거정의 개혁 조처에 전부 찬동하지 않았고, 어사(御史) 유대(劉臺)가 불법을 저지른다는 이유로 장거정을 탄핵하였다가 체포되어 투옥되었는데, 아무도 가서 유대를 살펴보지 않았디만 우신행은 항상 가서 유대를 보았다. 만력10년(1582) 장거정 가문이 작해를 받았을 때엔 장거정의 노모와 자식들을 돌봐줄 것을 청했다. 탈정 사건으로 장거정에게 죄를 받아 배제된 우신행이 자신의 안건을 처리한 구순(邱橓)에게 서신을 썼다. '장거정이 정권을 잡았을 때는 모든 조정이 그 공을 다투어 칭송하고 과오는 감히 말하지 못했다. 오늘날 장거정이 패하면서 모든 조정이 그 죄를 논하고 공은 감히 말 못한다. 모두 진심이 아니다(當其柄政, 擧朝爭頌其功而不敢言其過. 今日旣敗, 擧朝爭索其罪而不敢言其功. 皆非情實也.) 많은 관원들이 우신행의 용기에 감복했다.
만력11년(1583) 정월 한림원시강(翰林院侍講)으로 복귀하였고 일강관(日講官)에 그대로 임명되었으며, 3월에는 회전찬수관(會典纂修官)에 임명되고 10월에는 좌춘방좌유덕겸시강(左春坊左諭德兼侍講)이 되었다. 만력13년(1585) 7월 우유덕(右諭德) 이장춘(李長春)과 함께 응천향시(應天鄕試) 고시관(考試官)이 되었다. 12월, 한림원시독학사(翰林院侍讀學士)로 승진하였다. 만력14년(1586) 예부우시랑(禮部右侍郞)으로 승진했고, 만력15년(1587) 12월 예부좌시랑(禮部左侍郞)으로 승진했다. 만력17년(1589) 6월 이부좌시랑겸한림원시독학사(吏部左侍郞兼翰林院侍讀學士)가 되었고, 첨사부(詹事府) 업무를 관장했다. 7월 예부상서겸한림원학사(禮部尙書兼翰林院學士)에 임명되었다. 만력18년(1590) 태자(太子)를 조속히 세워 국본(國本, 나라의 근본, 혹은 태자)을 정립해야 한다고 연달아 상주하였고 신종은 대노하여 우신행에게 '임금을 협박하고 윗사람을 의심한다(要君疑上)', '국본을 혼란케 한다(淆亂國本)'고 했다. 만력19년(1591) 9월, 사직 후 귀향하여 은거했다. 집에서 『연주부지(兗州府志)』를 지었다.
만력23년(1595) 12월 원관(原官)으로 복직하여 첨사부(詹事府) 인신(印信)을 관장하고 와서 인신을 취할 것을 재촉하고 이전처럼 강관(講官)하게 하였다. 사양을 상주하였다.

### 재기용
만력35년(1607) 다시 기용되었다. 4월에 각신(閣臣)을 회추(會推)하였다. 우신행, 조세경(趙世卿), 유원진(劉元震), 섭향고(葉向高), 양도빈(楊道賓), 이정기(李廷機), 손비양(孫丕揚) 등 7명이 정추(廷推)에 참가했다. 우신행, 섭향고, 이정기가 각신으로 선발되었고, 원관으로 태자소보겸동각대학사(太子少保兼東閣大學士)가 더해졌으나 연로하고 쇠약한 몸으로 먼길을 와서 11월 10일 북경에 도착하였으나 북경에 온 지 12일만에 경화관저(京華官邸)에서 사망하였다.

## 저작
『곡성산관전집(谷城山館全集)』 62권, 『곡산필주(谷山筆麈)』 18권, 『독사만록(讀史漫錄)』 14권, 『소언(璅言)』 1권(『몽어(夢語)』 첨부), 『잡기(雜記)』 1권, 『연주부지(兖州府志)』 52권, 『동아현지(東阿縣志)』 12권 등이 있다.